# Damian (Zamarajew)
Damian, imię świeckie Petro Pyłypowycz Zamarajew (ur. 29 stycznia 1931 w Wasiljewce) – biskup Ukraińskiego Kościoła Prawosławnego Patriarchatu Kijowskiego, następnie (w stanie spoczynku) w Kościele Prawosławnym Ukrainy.

## Życiorys
Absolwent szkoły kolejowej w Woroneżu (1950) oraz lotniczo-technicznej w Sarańsku (1953); następnie w 1959 ukończył seminarium duchowne w Odessie. 5 kwietnia 1959 przyjął święcenia diakońskie z rąk metropolity chersońskiego i odeskiego Borysa. Dwa dni później został wyświęcony na kapłana. W tym samym roku został proboszczem parafii Opieki Matki Bożej w Stanisławie (obwód chersoński). Od maja do grudnia 1960 służył w cerkwi Spotkania Pańskiego w Chersoniu. Następnie do 1961 do 1995 służył w soborze Świętego Ducha w Chersoniu, będąc od 1980 do 1983 dziekanem dekanatu chersońskiego, zaś od 1983 spowiednikiem duchowieństwa eparchii chersońskiej.
W 1997 przeszedł z kanonicznego Ukraińskiego Kościoła Prawosławnego Patriarchatu Moskiewskiego do Ukraińskiego Kościoła Prawosławnego Patriarchatu Kijowskiego. 17 października tego samego roku złożył w jego ramach wieczyste śluby mnisze, po czym dwa dni później przyjął chirotonię na biskupa chersońskiego i taurydzkiego. Ceremonia odbyła się w soborze św. Włodzimierza w Kijowie. W 2004 otrzymał godność arcybiskupią. W 2018 r. przeszedł w stan spoczynku.